# Thomas Bach
Thomas Bach, född 29 december 1953 i Würzburg, Västtyskland, är en tysk före detta fäktare som tog OS-guld i herrarnas lagtävling i florett i samband med de olympiska fäktningstävlingarna 1976 i Montréal och blev även världsmästare i Buenos Aires 1977.
Efter flera år inom bland annat affärsvärlden är han sedan den 10 september 2013 ordförande (president) i Internationella olympiska kommittén (IOK). Han talar också flytande franska, engelska och spanska.